# Yvette Brackman
Yvette Brackman, född 1967 i New York, är en amerikansk-dansk konstnär och kurator[källa behövs].

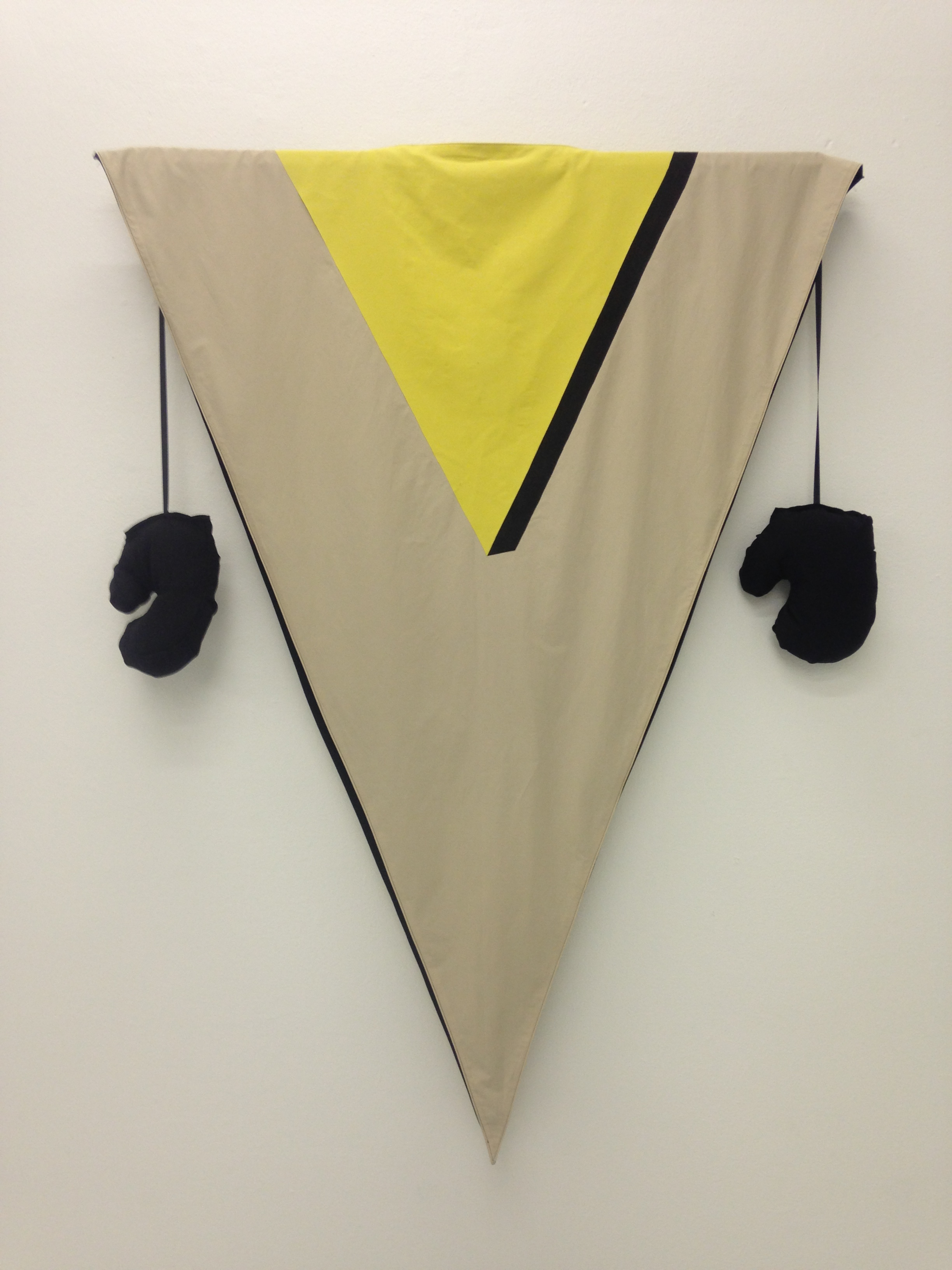
The Catalyst, 2014, konstverk av Yvette Brackman.

Yvette Brackman är född av ryska föräldrar, vilka emigrerade till USA 1959. Hon utbildade sig på Yale University i New Haven i USA 1982–1987 i bland annat antropologi och franska (BA), på Art Institute of Chicago 1984–1988 med en bred konstnärlig utbildning (MA i Studio Art) och på University of Illinois i feminism och konsthistoria (MA) 1993–1997.
Hon arbetar med olika konstnärliga tekniker, bland andra installationer, performances och videokonst. Hon har i sin konst ofta arbetat med motiv från rysk nutidshistoria och geografi, inte minst från Rysslands arktiska områden.
Yvette Brackman var professor på Kunstakademiet i Köpenhamn 2000–2007. Hon bor och arbetar i Köpenhamn.

## Offentlig konst i urval
- Videofilmen Anysia sleeping, 2009, i Diehtosiida i Kautokeino i Norge.